# Wario Land 4
Wario Land 4 (conocido como Wario Land Advance en Japón) es un videojuego de plataformas de Wario desarrollado por Nintendo R&D1 para Game Boy Advance. Llegó al mercado en agosto de 2001 en Japón, en octubre de 2001 en Estados Unidos y en noviembre del mismo año en Europa. Más tarde, en 2004, también llegó al mercado en China.
En este juego, Wario tiene que reunir cuatro tesoros para desbloquear una pirámide y salvar a la Princesa Shokora de la Golden Diva. Además ya no es inmortal como en sus dos anteriores entregas, Wario Land 2 y 3.

## Argumento
El manual describe cómo Wario está leyendo el periódico cuando ve un artículo sobre una misteriosa pirámide que se encontró en la profundidad de la selva. La leyenda relacionada con la pirámide es la de la princesa Shokora, gobernante de la pirámide, que fue maldecida por la enloquecida Golden Diva.
Sin perder tiempo, Wario salta en su coche (como se muestra en la apertura de animación) y va a toda velocidad hacia la pirámide. Cuando él entra se encuentra con un gato negro el cual Wario empieza a perseguir, hasta que cae a un precipicio.
Wario descubre que tiene que pasar 4 niveles. Una vez completados estos pasos, Wario obtiene acceso a la parte interior de la pirámide que termina siendo el cuarto de Golden Diva. Wario se reúne de nuevo con el gato, que resulta ser la princesa Shokora.
Wario derrota a Golden Diva, sale de la pirámide con su tesoro y Shokora le da un beso en la mejilla a Wario y desaparece. Wario deja la pirámide triunfalmente.

## Estados de Wario
Wario dejará cualquier estado y volverá a ser Wario, cuándo toque una vela de luz.
- Wario aplastado: ciertos enemigos pueden aplastar a Wario, de este modo puede pasar por lugares estrechos y planear por el aire.

- Wario gordo: algunos enemigos le lanzan manzanas a Wario haciéndole engordar, y gracias a su peso puede destrozar algunos bloques

- Wario quemado: cuando queman a Wario puede destruir ciertos bloques.

- Wario zombie: algunos fantasmas transforman a Wario en un zombi, y así penetrar a través de los suelos.

- Wario hinchado: cuando unas abejas pican a Wario, lo hinchan haciéndolo flotar como un globo y así puede llegar a lugares inaccesibles.

- Wario rebotante: los enemigos con mazas pueden aplastar a Wario, hacerle rebotar y llegar a lugares muy altos.

- Wario nieve: cuando a Wario se le cae un montículo de nieve podrá rodar por las cuestas y así romperá algunos bloques.

- Wario vampiro: cuando le muerden unos murciélagos, se transformará en un vampiro para poder volar.

- Wario congelado: si le congelan saldrá deslizándose hasta chocarse.

- Datos: Q2357489